# Hyla intermedia
Hyla intermedia е вид земноводно от семейство Дървесници (Hylidae).

## Разпространение
Видът е разпространен в Италия, Словения и Швейцария.